# Reza Shabani (Historiker)
Reza Shabani (persisch رضا شعبانی Resa Schabani, * 1938 in Qazvin) ist ein iranischer Historiker.

## Leben
Shabani promovierte an der Sorbonne und spezialisierte sich auf Iranische Gegenwartsgeschichte. Fünf Jahre lang dozierte er an der University of Cambridge.
Danach war er 24 Jahre lang Professor für Geschichtswissenschaft in verschiedenen Institutionen im Iran und in Pakistan (Islamabad), besonders aber an der Schahid-Beheschti-Universität, wo er eine Leitende Position innehatte.
Shabani veröffentlichte mehr als 200 Artikel auf Persisch, Französisch und Englisch sowie mehr als 20 Bücher, mehrere über die Afschariden.
2005 veröffentlichte er auf Englisch seine Iranian History at a Glance.

## Schriften (Auswahl)
- Tārīkhī Nādirshāhī : "Nādirnāmah". Teheran: Bunyād-i Farhang-i Īrān, 1970 OCLC 23555486
- Tārīkh-i ijtimāʻī-i Īrān dar ʻaṣr-i Afshārīyah. Teheran: Khūshah, 1986 OCLC 22323717
- Mabānī-i tārīkh-i ijtimāʻī-i Īrān. Teheran: Nashr-i Qūmis, 1990 oder 1991 OCLC 24777943
- Naqsh-i mujtahid-i Fārs dar nahz̤at-i tanbākū : zindagīnāmah-i siyāsī, ijtimāʻī-i Sayyid ʻAlī Akbar Fāl Asīrī. Ghom: Bunyād-i Tārīkh-i Inqilāb-i Islāmī-i Īrān, 1992. 340 Seiten OCLC 34285846
- The Book of Iran: Iranian History at a Glance. Teheran: Center for International Cultural Studies / Alhoda UK, 2005. 370 Seiten. ISBN 9644390059